# Griphopithecus darwini
Griphopithecus darwini — викопний вид приматів із роду Griphopithecus, рештки якого знайдені в міоценових (близько 15 млн років тому) породах Австрії та Словаччини. Відомий лише за фрагментарними рештками. Голотипом виду є єдиний нижній лівий моляр. Окрім того, до цього виду з невпевненістю відносять три інших окремих зуба та два фрагменти посткраніального скелету. Це типовий вид свого роду.
Через фрагментарність решток грифопітека Дарвіна про нього відомо дуже мало. Середню масу його тіла оцінюють у 48 кг — приблизно як у шимпанзе.